# Сивармакришна Чандрасекар
Сиварамакришна Чандрасекар (англ. Sivaramakrishna Chandrasekhar; 6 августа 1930, Калькутта, Британская Индия — 8 марта 2004, Бангалор) — индийский физик.
Член Индийской национальной академии наук и Лондонского королевского общества (1983), последним в 1994 году удостоен Королевской медали.
Директор-основатель Международного общества по жидким кристаллам.
Получил степень магистра по физике в университете Нагпура в 1951 году.
Затем работал в исследовательском институте им. Рамана в Бангалоре над докторской степенью по физике под руководством своего дяди с материнской стороны Ч. В. Рамана.
Основная тема его исследования была связана с измерением дисперсии оптической активности в нескольких кристаллах. В 1954 году он получил докторскую степень в университете Нагпура.
Вскоре переехал в Кавендишскую лабораторию и получил вторую докторскую степень от Кембриджского университета — главным образом за свои работы по поправкам по затуханию нейтронов и рассеянных рентгеновских лучей после прохождения кристалла. Его дальнейшая работа в Колледж Юниверсити и Королевском институте также была связана задачами кристаллографии. Он вернулся в Индию в 1961 году и стал первым главой физического факультета майсурского университета. Там он переключил своё внимание на жидкие кристаллы.
Член Индийской национальной академии наук.
Член Лондонского королевского общества (1983).

## Публикации и награды
В 1977 году в издательстве Кембриджского университета была издана его книга по жидким кристаллам. Она популярна среди работников данной области и была переведена на русский и японский языки. Дополненное второе издание книги было выпущено в 1992 году.
- Bhatnagar Award[англ.] (1972)
- Karnataka Rajyotsava award[англ.] (1986)
- Королевская медаль Лондонского королевского общества (1994)
- Eringen Medal[англ.] (1996)
- Золотая медаль Нильса Бора ЮНЕСКО (1998)
- Падма бхушан (1998)
- Кавалер ордена Академических пальм (1999)